# Sogna (Toskana)
Sogna ist ein Ortsteil (Fraktion, italienisch frazione) der italienischen Gemeinde Bucine in der Provinz Arezzo in der Toskana.

## Geografie
Der Ort liegt etwa zehn Kilometer südlich des Hauptortes Bucine, etwa 23 km südwestlich der Provinzhauptstadt Arezzo und etwa 53 km südöstlich der Regionalhauptstadt Florenz im Ambratal (Val d’Ambra). Der Ort liegt bei 440 m s.l.m. und hatte 2001 3 Einwohner. 2011 waren es 2 Einwohner. Nächstgelegener Ort ist Rapale, er liegt etwa 2 km südwestlich.

## Geschichte
Im 13. Jahrhundert gehörte der Ort der ghibellinischen Familie der Ubertini aus Arezzo. Dadurch wurde die Burg auch Zufluchtsort der Ghibellinen aus Siena. Am 4. September 1275 entstand in Sogna ein Dokument, in dem Messer Baldo figlio di Tebaldo degli Ubertini den Zisterziensernonnen von San Prospero in Siena ein Gebiet bei Quercegrossa verkaufte. Im Konflikt zwischen Ghibellinen und Guelfen wurde die Burg 1307 von Truppen aus Florenz in Brand gesteckt und der Ort zerstört. 1385 gelangte der Ort in den Machtbereich von Florenz, wurde aber im neuerlichen Konflikt von Ghibellinen und Guelfen 1430 von Siena erobert und zerstört. Nach der Niederlage der Republik Siena im Konflikt mit Florenz 1555 wurde die Burg nicht wieder aufgebaut. 1833 hatte der Ort 86 Einwohner.

## Sehenswürdigkeiten

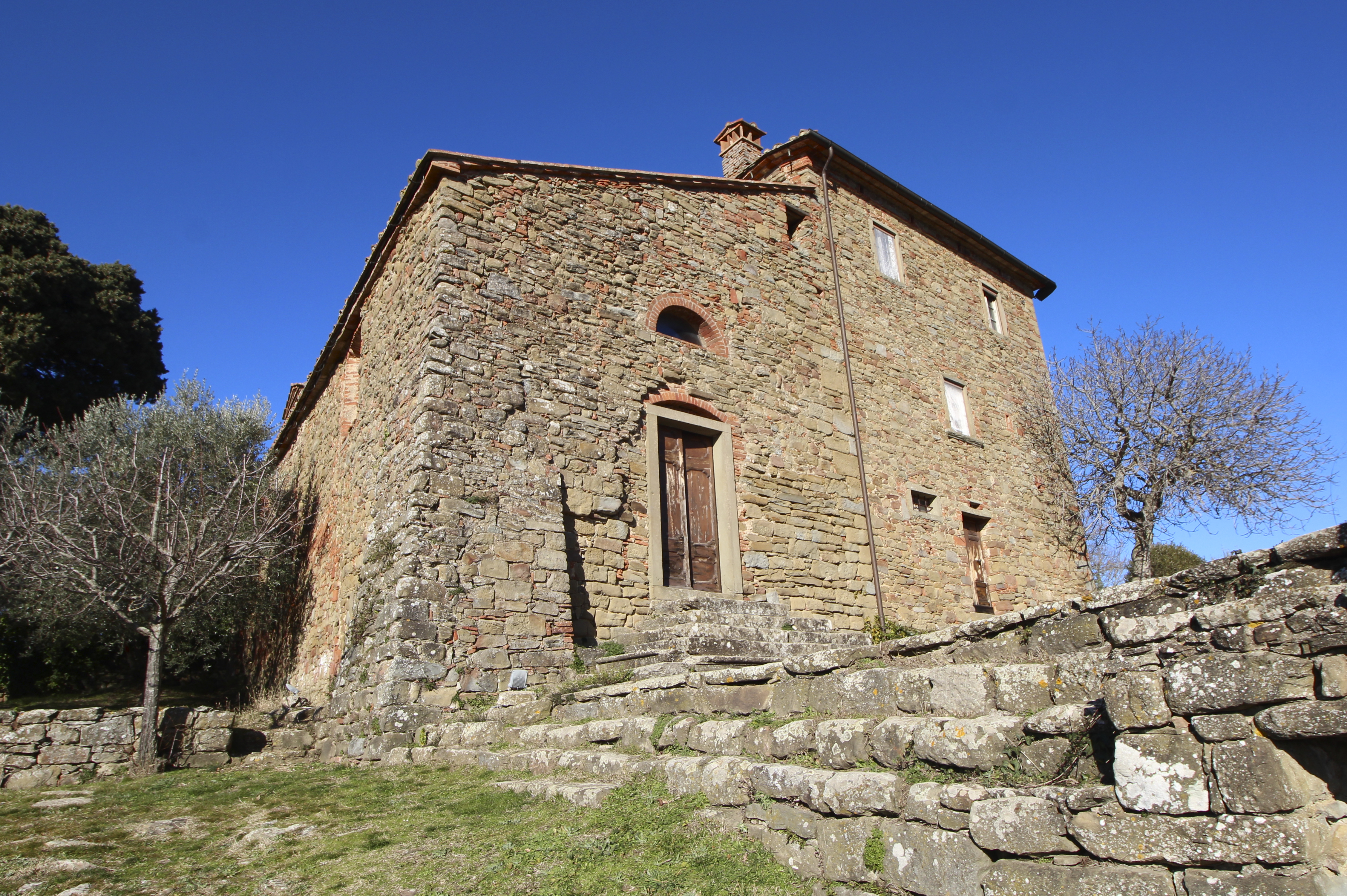
Die Kirche San Tommaso

- San Tommaso, Kirche im Ortskern aus dem 11. Jahrhundert[4], die zum Bistum Arezzo-Cortona-Sansepolcro[5] gehört und zunächst der Abtei aus Badia di Ruoti[4] und der Pieve von Altaserra in Monte Benichi unterstand.[1][5]
- Castello di Sogna, heutige Burgruine. Die Burg entstand im 11. Jahrhundert.[4]

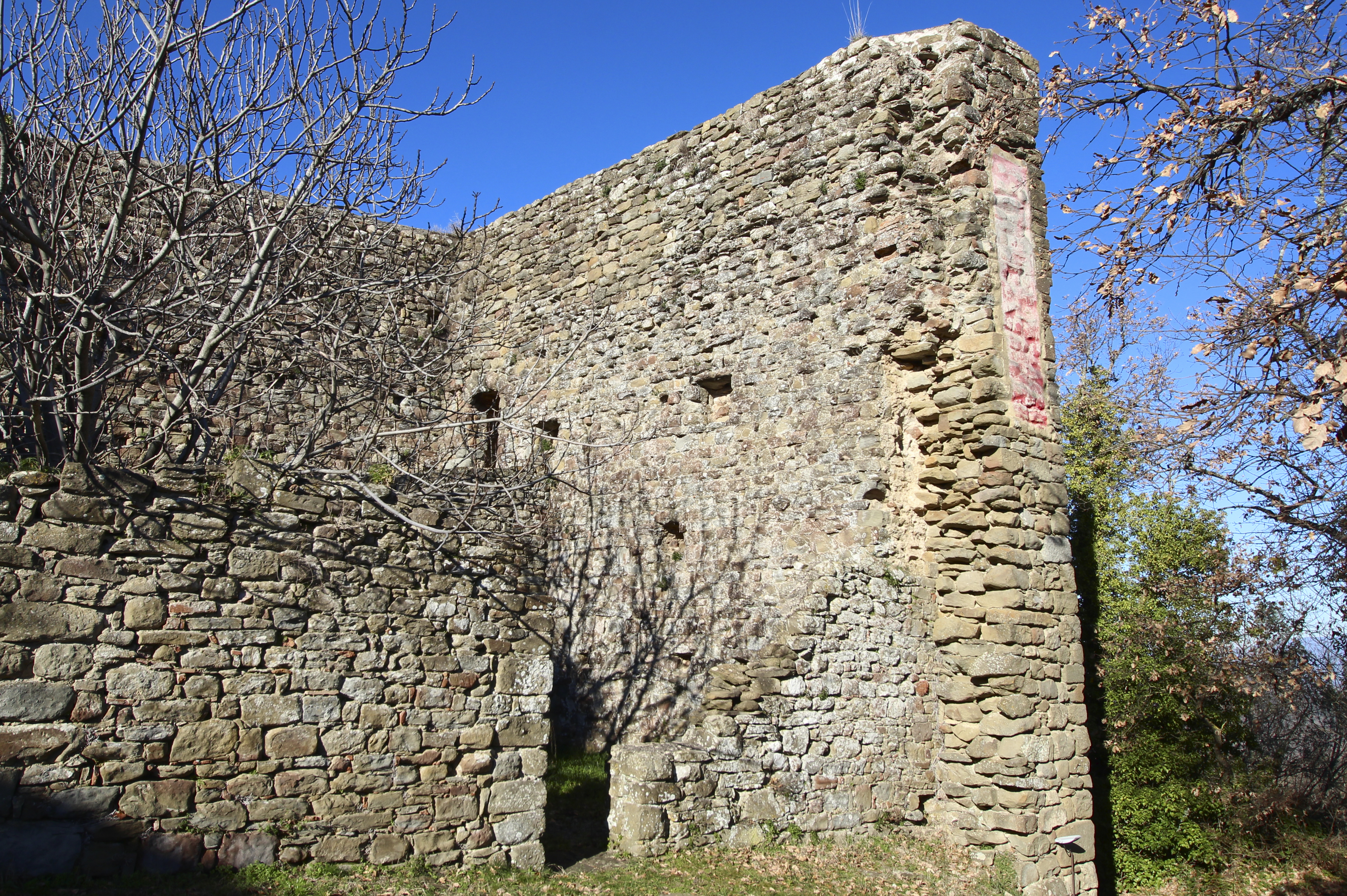
Die Burgruine
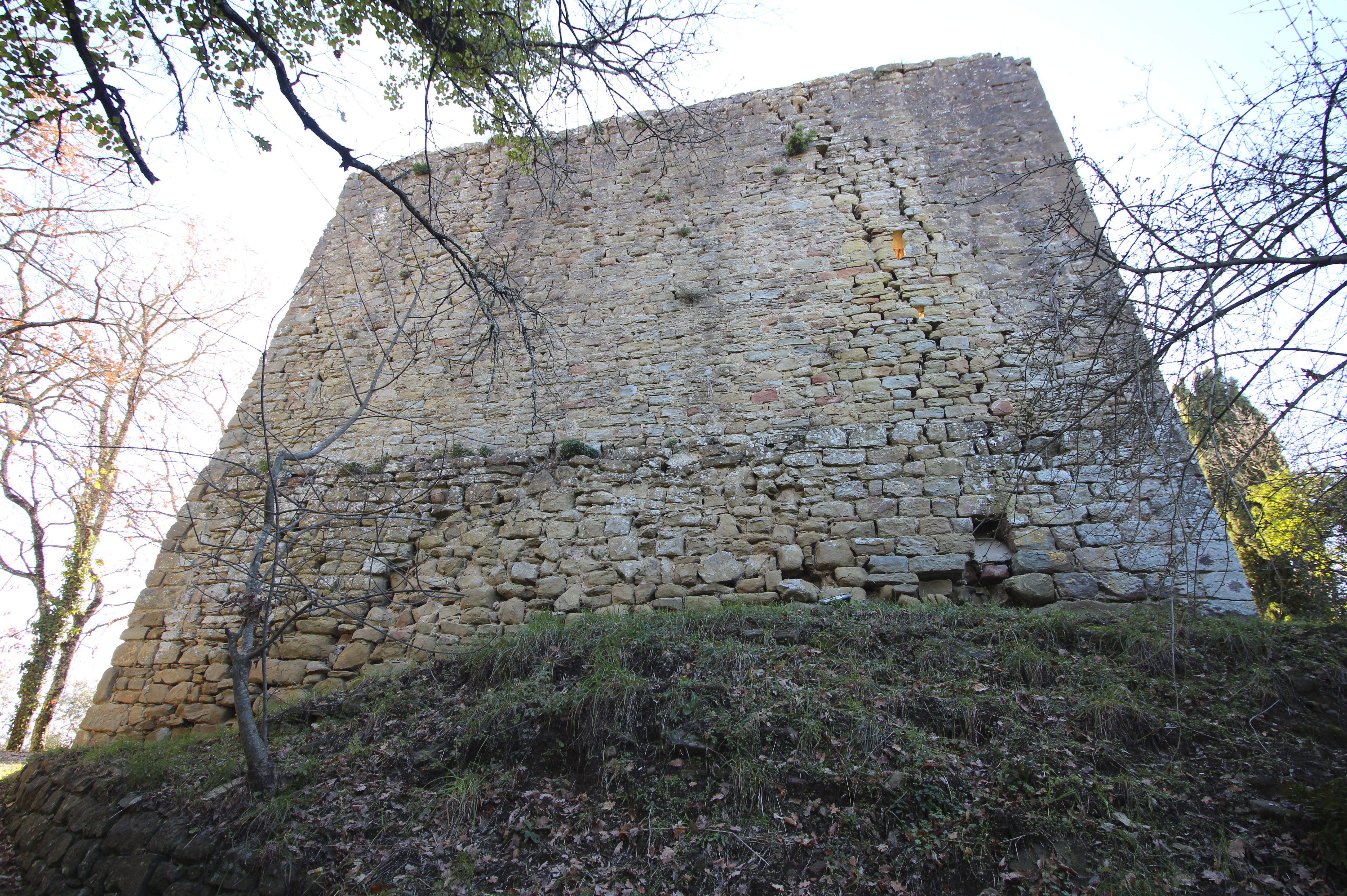
Die Burgruine